# Ираку
Ираку, познати и као Мбулу на свахилију, су кушитски народ који живи у регионима Аруша и Мањара у северној Танзанији, у близини Велике раседне долине и јужно од области Нгоронгоро. Број становника 2001. године био је процењен на 462.000. Ираку језик припада групи јужних кушитских језика који су грана афроазијске породице језика. Главно подручје концентрације становништва из Ираку народа је Мама Исара на Мбулу висоравни. Ово подручје је познато по интензивнијој пољопривреди и представља „острво“ у окружењу мање интензивне пољопривреде. Подручје у околини града Карату у региону Аруша је такође насељено углавном припадницима Ираку народа.

### Генетика
Скорија генетичка истраживања су указала на неке елементе етногенезе Ираку народа. Њихов аутосомални ДНК је испитан у свобухватној студији генетике афричких народа Tishkoff et al. (2009), где њихов генетички профил указује на порекло из првог таласа миграција јужних Кушита (предака Иракуа, Горова, Бурунгеа и Мбугуа), који су се кретали на југ из Етиопије, кроз Кенију до Танзаније где су данас настањени. Ираку нису примили много утицаја банту или нилотских народа и њихов генетички профил одражава углавном карактеристике јужнокушитских народа. У корист овом објашњењу иде висок степен ендогамије која се примећује у Ираку народу.